# Station Gonfaron
Station Gonfaron is een spoorwegstation in de Franse gemeente Gonfaron.